# 南昌谈话
南昌谈话，指1971年毛泽东南巡期间，在江西省南昌市召集南京军区兼江苏省负责人许世友、福州军区兼福建省负责人韩先楚、江西省负责人程世清进行的两次谈话。

## 经过
1971年8月底，毛泽东尚在湖南时，南京军区兼江苏省负责人许世友、福州军区兼福建省负责人韩先楚已接到通知到南昌谈话。
8月31日晚9点，毛主席专列抵达南昌。
8月31日晚10点，毛泽东在828宾馆召见许世友、韩先楚、程世清谈话；
9月2日上午，毛泽东在828宾馆再次召见许世友、韩先楚、程世清谈话；
9月2日下午，毛泽东用过午饭后，趁专列离开南昌去往杭州。